# Playground Music Scandinavia
Pour les articles homonymes, voir PGM.
Playground Music Scandinavia AB (PGM) est un label discographique scandinave, basé à Malmö, en Suède. En 2023, l'entreprise employait environ 50 personnes.

## Histoire
Playground Music Scandinavia est fondé en 1999, après que Jonas Sjöström et plusieurs de ses collègues eurent quitté le label MNW Music en signe de protestation contre leurs nouveaux propriétaires,. Dès le début Playground Music met en place des bureaux en Suède, Norvège, au Danemark et en Finlande. Parmi les premières signatures en direct de la société le groupe The Rasmus se lance dans une carrière internationale couronnée de succès avec la sortie de leur album Dead Letters (2003). La même année, la société acquit le catalogue musical complet de Ace of Base avec l'acquisition du label danois Mega Records. 
En 2006, la société rachète la marque suédoise Diesel Musique acquérant un catalogue d'artistes tels que Lisa Nilsson, Koop, Eagle-Eye Cherry, Mauro Scocco et Titiyo. En 2010, le principal actionnaire de la société, Edel Music Germany vend ses parts à Jonas Sjöström, en faisant ainsi l'unique propriétaire de Playground Music Scandinavia,.
La société opère en Scandinavie avec des bureaux en Suède, au Danemark, en Finlande et Norvège, avec des partenaires de distribution locaux en Estonie, en Lettonie, en Lituanie et en Islande. Jonas Sjöström en est le propriétaire depuis 2010. En tant que maison de disques Playground Music ne se concentre par sur un genre particulier, mais différents styles de rock et de pop jouent un rôle important dans le catalogue de la société. Playground Music représente également plusieurs labels indépendants internationaux en Scandinavie, tels que Beggars Banquet, 4AD, Domino, Matador, XL Recordings, Mute, Cooking Vinyl, Secretly Canadian, City Slang, Ninja Tune, Ignition et Epitaph.

## Groupes et artistes
Ils comprennent notamment (anciens comme actuels) :  The Rasmus, Ace of Base, Black Sonic, Ken Ring, SödraSidan, Jeanette Lindström, Rasmus Walter, Christian Hjelm, ERATO, Juju, Koop, Lisa Nilsson, Poets of the Fall, The Prodigy, Cat Power, Marilyn Manson, Bon Iver, Apulanta, Arctic Monkeys, et M83.